# مدرسه هنر هانلیم
مدرسه هنر هانلیم (انگلیسی: Hanlim Multi Art School; کره‌ای: 한림연예예술고등학교) یک دبیرستان هنر واقع شده در ناحیه سونگپا در سئول، کره جنوبی است.

## فارغ‌التحصیلان برجسته
- چا اون وو
- چوی هیون ووک
- چوی یو جین
- جویی
- ریو اون
- هیوک
- هو یون جین
- کانگ هه وون
- کیم چه وون
- کوان اون بین
- لی ته مین
- راکی
- پارک یو نا